# Batalla de Bowang
La batalla de Bowang (博望之戰), més coneguda com la batalla del Pendent Bowang (博望坡之戰), va ser una batalla lluitada a prop de Fancheng, Henan entre les forces de Cao Cao i Liu Bei durant el preludi del període dels Tres Regnes de la Xina. És popularment recordada per ser la primera batalla del famós estrateg Zhuge Liang, encara que això és només un invent de la novel·la el Romanç dels Tres Regnes.

## Antecedents
De 196 en avant, cada vegada era més obvi que un enfrontament armat pel control de l'emperador entre els senyors de la guerra Cao Cao i Yuan Shao era inevitable. Yuan Shao controlava les terres al nord del riu Groc, és a dir la regió de Hebei, i tenia un gran i poderós exèrcit sota el seu comandament. Cao Cao controlava la major part de les terres al sud del riu Groc i tenia a l'Emperador Xian sota la seva custòdia en la nova capital de Xu. Entre ells els dos senyors de la guerra es van veure com la barrera a les seves ambicions personals per la conquesta i el domini de la Xina. Per tant, semblava que una prova de força entre els dos senyors de la guerra era inevitable.
Liu Bei va buscar originalment refugi sota el senyor de la guerra del nord Yuan Shao després de ser derrotat per Cao Cao en 200 a la província de Xu, però va deixar Yuan Shao després que aquest va ser derrotat per Cao Cao a la batalla de Guandu a finals de 200, i va anar a la província de Jing a buscar refugi amb el governador Liu Biao, qui inicialment va donar-li la benvinguda i el va posar a càrrec de Xinye, però va sospitar d'ell quan va anar guanyant influència en la província de Jing. Com a resultat, Liu Biao va enviar Liu Bei a Bowang prop de la frontera nord de la província de Jing per defensar-se d'una invasió de Cao Cao. Alhora, les forces de Cao Cao estaven en guerra al nord de la Xina amb les restes de Yuan Shao, encapçalats pels seus fills Yuan Tan, Yuan Xi i Yuan Shang. Per contrarestar les maniobres de Liu Bei, Cao Cao envià els seus generals Xiahou Dun, Li Dian i Yu Jin per liderar un exèrcit al sud per atacar Liu Bei.

## Batalla
Durant la batalla, Liu Bei va calar foc al seu campament i es va retirar al sud i Xiahou Dun es va llançar en la seva persecució, però Li Dian li va advertir: "Sospito que hi ha una emboscada perquè els bandits (en referència a les forces de Liu Bei) s'estan retirant per alguna raó. Els camins cap al sud són estrets i els arbustos són gruixuts allà. No els perseguim". Xiahou Dun va ignorar l'advertència de Li Dian i va deixar-lo enrere per protegir el campament mentre liderava la resta de les seves tropes en persecució de l'exèrcit en retirada de Liu Bei.
Com va predir Li Dian, Liu Bei havia preparat una emboscada, Xiahou Dun va caure en el parany i va ser derrotat. El regiment de Li Dian va venir al rescat de Xiahou Dun, i Liu Bei es va retirar en veure l'arribada dels reforços de Li Dian, havent capturat Xiahou Lan, un dels comandants de Cao Cao fou capturat.

## Consequències
Zhao Yun va sol·licitar a Liu Bei salvar la vida de Xiahou Lan, que era de la mateixa ciutat que Zhao Yun, i va recomanar a Xiahou que es fes jutge militar.